# Kaloján (sebastocrátor)
Kaloján (en búlgaro: Калоян; antiguo búlgaro: Калоѡѣнъ) fue un noble búlgaro del siglo XIII, sebastocrátor de Sredets (Sofía) y de la región circundante durante el reinado de la dinastía Asen sobre el Segundo Imperio búlgaro.
Kaloján pudo haber sido nieto del zar Iván Asen I por su hijo menor el sebastocrátor Alejandro, ya que es mencionado como un primo del zar Constantino Tij; sin embargo, su relación con la familia real puede haber sido meramente titular. Kaloján fue un oponente del zar Miguel Asen I en la política probizantina y participó en una conspiración contra él.
El sebastocrátor Kaloján es principalmente conocido como el principal donante de la Iglesia de Boyana, una iglesia medieval ortodoxa en Boyana, Sofía Una inscripción de 1259 en la iglesia describe el papel de Kaloján en su construcción; él también es referido como un nieto del rey serbio San Esteban. La iglesia también cuenta de retratos donantes de Kaloján y su esposa Desislava.
Se ha teorizado que Kaloján reconstruyó el palacio del emperador romano Constantino I en Sofía y lo utilizó como su residencia privada. Otras dos iglesias pequeñas en Sofía, San Petka el Viejo y San Nicolás, también han sido atribuidas a su donaciones.